# Zelen Breg
Zelen Breg je naselje v Občini Ravne na Koroškem.